# Néoglucogenèse
La néoglucogenèse, aussi appelée gluconéogenèse, est la synthèse du glucose à partir de composés non glucidiques. On pourrait penser que c'est l'inverse de la glycolyse, mais les voies biochimiques empruntées, bien que comportant des points communs, ne sont pas identiques (en effet les étapes de la néoglucogenèse contournent les étapes irréversibles que l'on retrouve dans la glycolyse).

## Utilité
La néoglucogenèse est une voie métabolique anabolique qui se produit en permanence, avec plus ou moins d'intensité selon les apports alimentaires, afin de maintenir la glycémie constante, notamment lorsqu'il y a une diminution des apports en glucides. C'est pourquoi elle est très active durant le jeûne. On observe une synthèse de glucose dans le foie à partir du glycérol issu de l'hydrolyse des réserves lipidiques des tissus adipeux, ou encore à partir des acides aminés issus de l'hydrolyse des protéines (musculaires essentiellement).
Chez l'homme, dès que les réserves en glycogène sont épuisées, ce qui se produit après un jour de jeûne, les sources de glucose par néoglucogenèse sont principalement les acides aminés (45 %) et, à un moindre degré, le lactate (30 %) et le glycérol (25 %).
Cette opération est réalisée par le foie. Elle permet de fournir du glucose en permanence, aux cellules dites glucodépendantes, telles que les globules rouges du sang, qui ne peuvent pas utiliser directement les lipides ou les protéines pour produire de l'énergie — étant dépourvus de mitochondries, seule la fermentation lactique permet d'assurer la production d'ATP dans ces cellules.
Deux organes autres que le foie sont capables d'effectuer la néoglucogenèse : le rein et l'intestin. La néoglucogenèse rénale devient particulièrement importante au cours du jeûne, car elle est activée par l'acidose métabolique qui est associée à cette situation métabolique. La néoglucogenèse intestinale serait également activée au cours du jeûne. À l'état nourri, la néoglucogenèse intestinale constituerait un signal important de régulation du métabolisme énergétique. Le glucose qu'elle produit serait détecté par le système nerveux de la veine porte, lequel envoie un signal aux principales régions du cerveau qui contrôlent l'homéostasie énergétique.

## Voies de biosynthèse
Il existe plusieurs précurseurs pour la synthèse du glucose, tels que certains acides aminés, le lactate, le glycérol, le pyruvate. Des métabolites du cycle de Krebs peuvent également être convertis en intermédiaires de la néoglucogenèse.

### À partir du lactate
Au cours de la fermentation lactique (glycolyse anaérobie), le glucose est converti en lactate (à partir du pyruvate issu de la glycolyse) dans les muscles durant un effort physique. Le lactate est ensuite transporté via le sang dans le foie ou il peut être converti à nouveau en pyruvate. Cette réaction catalysée par la lactate déshydrogénase a lieu dans le hyaloplasme et les mitochondries des cellules hépatiques. Le pyruvate est ensuite métabolisé en glucose. Ce cycle est aussi appelé cycle de Cori.
( Lactate + NAD+ ←→ pyruvate + NADH+H+.) x2
2 pyruvate + 4 ATP + 2 GTP + 2 NADH+H+ + 6 H2O → glucose + 4 ADP + 2 GDP + 6 Pi + 2 NAD++2H+
2 Lactate + 4 ATP + 2 GTP + 6 H2O → Glucose + 4 ADP + 2 GTP + 6 Pi

### À partir du pyruvate
La conversion du pyruvate en glucose est la voie centrale et utilise en partie les mêmes voies métaboliques que la glycolyse — mais dans l'autre sens.
Elle est contrôlée par des hormones hyperglycémiantes (glucagon) qui agissent, entre autres, sur les hépatocytes.
Trois des étapes de la glycolyse ne sont pas réversibles, et la néoglucogenèse emprunte alors des détournements. Il s'agit de shunter ces trois étapes (nécessitant soit un ATP soit un NADP+H+). 
On ne traite ici que des différences avec la glycolyse inversée
Pyruvate → phosphoénolpyruvate (PEP) → …

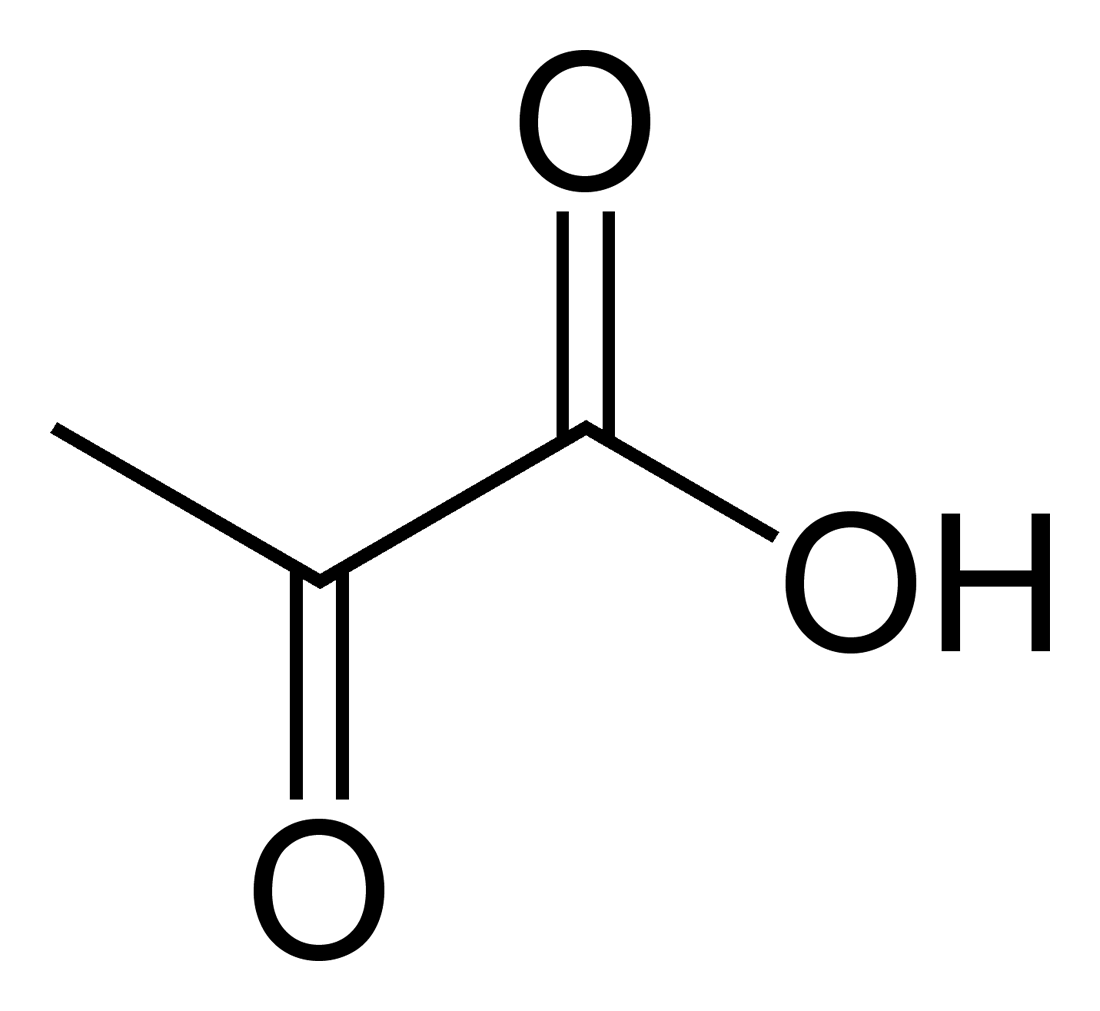
Pyruvate.

- Le pyruvate est d'abord converti, dans les mitochondries des cellules hépatiques, en oxaloacétate, qui est aussi le dernier intermédiaire du cycle de Krebs, par la pyruvate carboxylase, enzyme qui utilise la biotine comme cofacteur et est régulée par l'acétyl-CoA. Cette première transformation chimique consomme une molécule de CO2 et une molécule d'ATP.
- L’oxaloacétate est ensuite transporté par les navettes malate/aspartate : l'oxaloacétate est transformé en malate en consommant un NADH+H+ ou en aspartate, puis transporté par les navettes, et enfin retransformé en oxaloacétate dans le cytosol, où un NADH+H+ est régénéré.
- L'oxaloacétate est finalement converti en phosphoénolpyruvate (PEP) par la phosphoénolpyruvate carboxykinase (PEPCK) en consommant un GTP et en libérant une molécule de CO2.

Pour les autres étapes, la néoglucogenèse remonte le schéma de la glycolyse.
… → fructose-1,6-bisphosphate → fructose-6-phosphate → …
Cette réaction est catalysée par la fructose-1,6-bisphosphatase, qui hydrolyse le groupe phosphate du carbone no 1. Cette enzyme est régulée de façon allostérique :
- elle est activée par l'ATP et le citrate
- elle est inhibée par le fructose-2,6-bisphosphate et par l'AMP cyclique.

… → glucose-6-phosphate → glucose
Enfin, la glucose-6-phosphatase élimine le groupe phosphate du glucose-6-phosphate (G6P) pour donner du glucose. Cette enzyme est strictement localisée dans le réticulum endoplasmique de la cellule, et le G6P doit donc être préalablement importé dans cet organite par la G6P translocase.

Glucose.

2 pyruvate + 4 ATP + 2 GTP + 2 NADH + 2   H+ + 6 H2O → glucose + 4 ADP + 2 GDP + 6 Pi + 2 NAD+, ΔG°' = −38 kJ·mol-1

### À partir du glycérol
Elle se produit essentiellement dans le foie à partir du glycérol provenant par exemple de l'hydrolyse complète des triglycérides. Elle utilise la voie suivante :
- glycérol + ATP → glycérol-phosphate + ADP (glycérol-phosphate kinase)
- glycérol-phosphate + NAD+ → dihydroxyacétone-phosphate + NADH,H+ (glycérol-phosphate déshydrogénase)
- dihydroxyacétone-phosphate → glycéraldéhyde-3-phosphate

À partir de là, la voie rejoint celle de la néoglucogenèse à partir du pyruvate, c'est-à-dire :
- glycéraldéhyde-3-phosphate + dihydroxyacétone-phosphate → fructose-1,6-bisphosphate
- fructose-1,6-bisphosphate + H2O → fructose-6-phosphate + Pi
- fructose-6-phosphate → glucose-6-phosphate
- glucose-6-phosphate + H2O → glucose + Pi

| Consommation                          | Production                               |
| ------------------------------------- | ---------------------------------------- |
| - 2 glycérol - 2 ATP - 2 NAD+ - 2 H2O | - 1 glucose - 2 ADP - 2 (NADH,H+) - 2 Pi |

Il faut deux glycérol (composé à 3 carbones) pour synthétiser un glucose.

### À partir des acides aminés
La consommation des acides aminés a lieu en cas d'ultime nécessité. Les acides aminés proviennent essentiellement des protéines des muscles. Ils peuvent être transformés en intermédiaires de la glycolyse, et peuvent donc mener à la formation de glucose.

## Organes concernés
Seuls certains organes peuvent réaliser la néoglucogenèse : le foie, les reins ainsi que l'intestin. Quelques études réalisées chez les ruminants et les humaines en lactation montrent que les glandes mammaires peuvent également assurer une certaine partie de la synthèse du glucose en période de jeûne. La synthèse du galactose (constituant du lactose avec le glucose) peut être réalisée à partir du glucose ou à partir du glycérol selon un processus nommé hexonéogenèse.